# Telecapri News
Telecapri News (detta anche TCN) è una delle reti televisive appartenenti al gruppo Telecapri.

## Storia
TCN-TeleCapriNews è nata nel 1990, come prima emittente locale in Italia "all news" di qualità. In analogico, irradiava i propri programmi sulle frequenze 53 e 27 per le province di Napoli e Caserta, sulla 59 per Avellino, e sulle 61 e 35 per la provincia di Salerno. In digitale, fu trasmessa nel mux di Telecapri (UHF 41) e fu visibile sul canale 185 del telecomando (LCN) (in precedenza al canale 74 occupato dalla stessa fascia di Telecapri Sport).
Negli anni 90 e nei primi anni 2000 erano molto seguiti: lo storico tg "Via Telex", in onda ad ogni punto ora, i tg economici del "Sole 24 ore" e de "Il Denaro" alla cui conduzione si alternavano Teresa Iaccarino, Raffaella Falco, Francesco Pezzella, Giuseppe Porzio e Carmine Primavera. Il palinsesto prevedeva anche trasmissioni quotidiane di approfondimento tra cui "Rapporto Napoli" (curata nei primi anni dai giornalisti Dario Del Porto, Annarita d'Ambrosio, Roberto Ormanni e Giuseppe Caporaso e successivamente anche da Teresa Iaccarino), "Rapporto Campania", "Rapporto Italia" e "Rapporto Internazionale" in collaborazione con la CNN, "Rapporto Sport" curata da Paolo del Genio e ogni notte alle 00.15 "Rotativa" ovvero una rassegna stampa dei quotidiani locali in edicola il giorno seguente. Tra gli appuntamenti settimanali, oltre a "Napoli più, Napoli meno", vi erano anche rubriche dedicate al calcio e ad altri sport, al mondo del cinema e spettacolo, del lavoro, dell'artigianato, della scuola e dell'università. Verranno aggiunte in seguito le rubriche Rapporto Istituzioni, Focus, Rapporto Salute e infine Rapporto Spettacolo. Nella seconda metà degli anni '90 venivano trasmessi anche i notiziari a cura dell'AdnKronos.
Nel corso degli anni 2000 e del 2012, i bumper pubblicitari sono rinnovati. Ad esempio, l'annunciatore di Telecapri dice "Telecapri, c'è sempre un bel film!", utilizzato fino al 2020.
Il 20 gennaio 2020 il bumper pubblicità viene leggermente rinnovato, e insieme al restyling di Telecapri News vengono adottate le nuove sigle di Rapporto Salute, Spettacolo e Focus.
Tra le serie trasmesse su Telecapri News si ricordano Teatro di Armstrong che lo ha trasmesso tutte e none stagioni dal 2007 al 2013 con sottotitoli in italiano, e Robert Montgomery - Storie antologiche tra gli altri.
Fino a maggio 2022 era presente un doppio crawl andato in onda 24 ore su 24 con le principali notizie aggiornate in tempo reale dall'Italia (striscia bianca) e dalla Campania (striscia rossa) (non presente tra negli anni 2010 e nel 2013).
A maggio 2022 la versione SD fu sottoposta al rilancio della qualità e della programmazione diventando così Telecapri News HD, ma dal 20 giugno 2022 non è visibile in digitale.
Alcuni i film furono trasmessi fino agli anni 2020 alle 22:00 circa, ma furono sostituiti da televendite.
Inoltre, le notizie a cura di Euronews andavano in onda su Telecapri News.